# Pseudominolia splendens
Pseudominolia splendens is een slakkensoort uit de familie van de Trochidae. De wetenschappelijke naam van de soort is voor het eerst geldig gepubliceerd in 1897 door G. B. Sowerby III.